# Titus Ozon
Titus Ozon, né le 13 mai 1927 à Bucarest en Roumanie et mort le 24 novembre 1996, était un joueur et entraîneur de football roumain.